# Flambagem

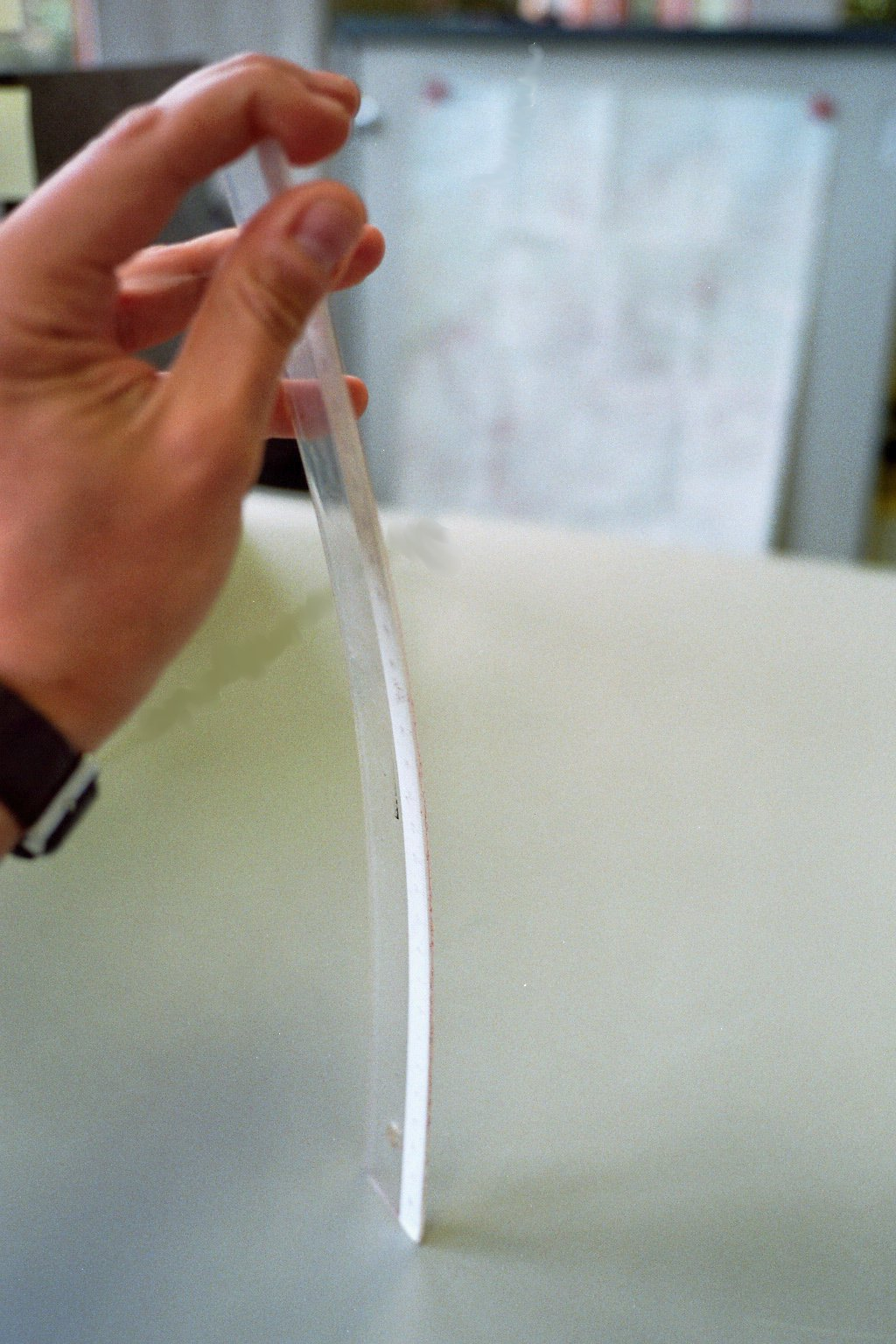
Barra flexionada por flambagem devido à compressão axial

A flambagem ou encurvadura é um fenômeno que ocorre em peças esbeltas (peças em que a área de seção transversal é pequena em relação ao seu comprimento), quando submetidas a um esforço de compressão axial. A flambagem acontece quando a peça sofre flexão transversalmente devido à compressão axial. A flambagem é considerada uma instabilidade elástica, assim, a peça pode perder sua estabilidade sem que o material já tenha atingido a sua tensão de escoamento. Este colapso ocorrerá sempre em torno do eixo de menor momento de inércia de sua seção transversal. A tensão crítica para ocorrer a flambagem não depende da tensão de escoamento do material, mas sim de seu módulo de Young.  

{\displaystyle P_{CR}} - carga crítica de flambagem: faz com que a peça comece a flambar.
Unidade - N 
- Equilíbrio estável: {\displaystyle P<P_{CR}} - não há flambagem
- Equilíbrio indiferente: {\displaystyle P=P_{CR}}
- Equilíbrio instável: {\displaystyle P>P_{CR}}

Quando a flambagem ocorre na fase elástica do material, a carga crítica ( Pcr ) é dada pela fórmula de Euler:
{\displaystyle E} = módulo de elasticidade longitudinal do material em pascal
{\displaystyle I} = menor dos momentos de inércia da secção em m4
{\displaystyle L_{f}} = comprimento de flambagem da peça em metros
Para determinar se uma peça irá sofrer flambagem ou compressão, temos que calcular o seu índice de esbeltez e compara-lo ao índice de esbeltez crítico. Esse índice de esbeltez é padronizado para todos os materiais. 
Se o índice de esbeltez crítico for maior que o índice de esbeltez padronizado do material, a peça sofre flambagem, se for menor, a peça sofre compressão.

## Considerações físicas

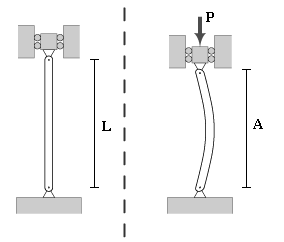
Flambagem de uma barra elástica.

Consideramos uma barra homogênea de comprimento inicial L preso por pinos em ambas as extremidades, à qual é aplicada uma força axial de compressão de módulo P. Supomos que a barra se flexiona formando uma pequena flecha para direita. Esta flexão acarreta que a distância entre as extremidades seja ligeiramente reduzida de L para A. Denotamos então por u(x) a deflexão horizontal da curva central, onde x varia entre 0 e A. Sabemos que momento da força P à altura x é dado então por:
{\displaystyle M(x)=Pu(x)\,}
Da teoria de vigas, sabe-se que o momento fletor se relaciona com o raio de curvatura da barra de seguinte forma:
{\displaystyle M(x)=-{\frac {EI}{R(x)}}\,}
onde M é momento, E é o módulo de Young, I é o momento de inércia e R é o raio de curvatura, que, sob a hipótese de pequena deflexão, pode ser aproximado por {\displaystyle {\frac {1}{R(x)}}=u_{xx}(x)\,}, assim temos:
{\displaystyle M(x)=Pu(x)=-EIu_{xx}(x)\,}
A deflexão u(x) satisfaz, portanto, a seguinte equação diferencial ordinária:
{\displaystyle u_{xx}(x)+k^{2}u(x)=0\,}
onde {\displaystyle k^{2}={\frac {P}{EI}}\,}
A solução geral desta equação é dada por:
{\displaystyle u(x)=C_{1}\sin(kx)+C_{2}\cos(kx)\,}
Da condição {\displaystyle u(0)=0\,}, temos que {\displaystyle C_{2}=0\,}. Da condição {\displaystyle u(A)=0\,}, temos:
{\displaystyle kA=n\pi ,~~n=0,1,2,\ldots \,}
assim, temos que {\displaystyle k^{2}={\frac {n^{2}\pi ^{2}}{A^{2}}}={\frac {P}{EI}}\,}, de onde temos:
{\displaystyle P={\frac {n^{2}\pi ^{2}EI}{A^{2}}}\,}
Quando {\displaystyle n=0\,}, não há flambagem, portanto escolhemos n=1.  A altura A deve ser inferior ao comprimento L, portanto temos:
{\displaystyle P>P_{cr}:={\frac {\pi ^{2}EI}{L^{2}}}\,}
Concluimos, que esta desigualdade é uma condição mínima para que ocorra a flambagem.

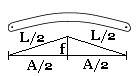
Aproximação da flecha de flambagem.

A flecha formada após o início da flambagem pode ser aproximada conforme a figura à direita:
{\displaystyle f^{2}={\frac {L^{2}}{4}}-{\frac {A^{2}}{4}}={\frac {L^{2}}{4}}-{\frac {\pi ^{2}EI}{4P}}\,}
O valor da flecha em relação ao comprimento L assume uma forma mais simples:
{\displaystyle \left({\frac {f}{L}}\right)^{2}={\frac {1}{4}}\left(1-{\frac {P_{cr}}{P}}\right)\,}
O que mostra que o comprimento da flecha possui uma dependência não linear com a força aplicada.

## Cálculo do comprimento de Flambagem da peça
Peças engastadas e livres

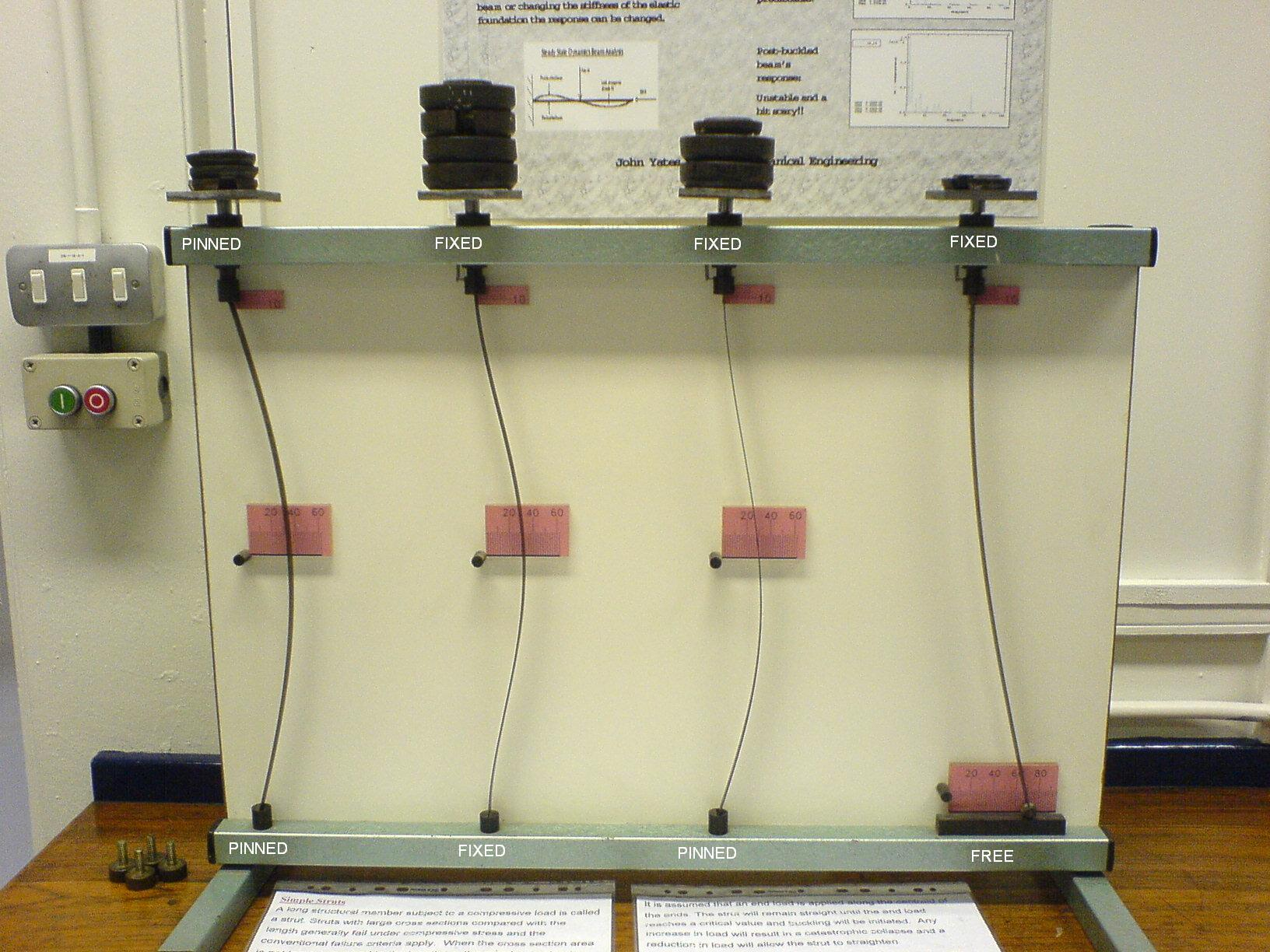
Experimento mostrando o efeito das extremidades sobre o fenômeno de flambagem.

Para esse tipo de peça, o comprimento de flambagem é o dobro do comprimento da peça, ou seja:
Lf = 2L
Peças bi-articuladas
Para esse tipo de peça, o comprimento de flambagem é igual o comprimento da peça, ou seja:
Lf = L
Peças articuladas e engastadas
Para esse tipo de peça, o comprimento de flambagem é 0,7 do comprimento da peça, ou seja:
Lf = 0,7 L
Peças bi-engastadas
Para esse tipo de peça, o comprimento de flambagem é metade do comprimento da peça, ou seja:
Lf = 0,5 L